# Vodní mlýn Štampach
Vodní mlýn Štampach je mlýn v obci Střemy, který stojí na potoce Pšovka. Od roku 1992 je chráněn jako nemovitá kulturní památka České republiky.

## Historie
Vodní mlýn je poprvé písemně zmíněn roku 1713, kdy jej vlastnil Pavel Fiala. V prvním Tereziánském katastru z roku 1748 se píše: „1 mlynář na panském mlýně o 1 kole a 1 kroupové stoupě na nestálé vodě.“, ve druhém Tereziánském katastru z roku 1757: „u Střem mlýn Štampach o 1 kole a 1 stoupě na nestálé vodě“.
Roku 1859 jej koupil Josef Kučera a jeho rodině patří stále. V roce 1896 nechal vodoprávní úřad u mlýna osadit normální znamení. V zápisu do vodních knih je uvedeno: „mlýn jest zařízen na 2 složení česká obyčejného staršího systému. Kola mlýnská jsou dvě, pracuje se jimi střídavě“.
Tři synové Josefa Kučery se uplatnili i mimo mlýn: Prof. MUDr. Pavel Ludvík Kučera (1872–1928) se stal ředitelem Státního zdravotního ústavu, Karel Kučera (*1874) zastával funkci ředitele Národní banky v období první republiky a František Kučera (1876–1921), který zůstal ve mlýně, byl komunálním politikem. Pavel a František mají na mlýně pověšenou pamětní desku.

## Popis
Mlýn je zděný, jednopatrový, mlýnice a dům jsou pod jednou střechou, ale dispozičně oddělené. Voda k němu vedla náhonem z rybníka přes stavidlo a vantroky a vracela se zpět odtokovým kanálem do potoka. Při mlýně byla lednice, stoupa a krupník. Dochovalo se torzo obyčejného složení - palečné kolo z hnacího ústrojí a mlýnská hranice, ostatní mlýnská technologie i pohon zanikly.
V 17. století mlýn pohánělo jedno vodní kolo, později dvě; jedno z nich zrušil František Kučera při modernizaci provozu. Krupní stoupa je v Tereziánském i Josefském katastru uvedena jako doplňkový provoz; její pozůstatky v podobě štoku lze nalézt v podlaze mlýnice.
V dotazníku k zápisu do mlynářského rejstříku z roku 1939 je uvedeno, jaké měl mlýn vybavení před skončením mletí v roce 1941. Stroje pocházely většinou z továrny Prokop Pardubice, loupačka byla z vídeňské továrny Hoeder a Co. a jako doplňkový provoz je uveden holendr na výrobu krup od neznámého výrobce.
Roku 1930 měl mlýn jedno kolo na svrchní vodu, průtok 0,08 m³/s, spád 4,29 metru a výkon 3,51 HP.